# Njet (Spiel)
Njet ist ein Stichspiel mit einer interaktiven Vorrunde. Die Besonderheit bei diesem Stichspiel ist die Vorrunde, bevor die ersten Karten gespielt werden. Njet kann mit 2 bis 5 Spielern gespielt werden.

## Spielmaterial
Auf jeden Fall werden 20 Münzen benötigt sowie ein Spielplan. Außerdem werden 60 Spielkarten benötigt und ein sogenanntes Kartenmonster.

### Spielkarten
Es werden bis zu 60 Spielkarten verwendet. Diese bestehen aus der Zahlenfolge 0 bis 9, wobei die 0 dreimal und die 7 viermal vorkommt. Dabei werden vier Farben verwendet.

### Kartenmonster
Das Kartenmonster ist eine einfache Karte, die bestimmt, bei welchem Spieler die Punkte verdoppelt werden.

### Spielplan
Der Spielplan besteht aus einer Tabelle mit fünf Zeilen und sechs Spalten. Die Zeilen sind folgendermaßen beschriftet:
1. Startspieler
2. Ablegen
3. Trumpf
4. Supertrumpf
5. Punkte

In der ersten Zeile wird der Spieler bestimmt, der die Runde startet und die erste Karte abwirft. Er bestimmt nicht, wer als Nächstes mischt oder wer als Erstes anfängt, die Münzen abzulegen (Näheres im Abschnitt Ablauf).
In der zweiten Zeile wird bestimmt, wie viele Karten vor dem ersten Abwerfen der Karte abgelegt werden. Dabei können entweder keine, eine oder zwei Karten abgelegt werden oder zwei Karten außer Nullen abgelegt werden oder zwei an den rechten Spieler abgegeben werden. Das Feld für „keine Karte ablegen“ ist dabei durch ein Njet gekennzeichnet.
Der Trumpf wird durch die dritte Zeile bestimmt. Da vier Farben im Spiel sind und sechs Spalten existieren – die erste dient nur zur Beschreibung der Zeile – gibt es ein fünftes Feld mit der Aufschrift Njet. Njet bedeutet also, dass keine Farbe Trumpf ist.
Die vierte Zeile verhält sich wie die dritte Zeile, nur dass hier der Supertrumpf bestimmt wird. Die Supertrümpfe sind dabei nur die Nullen einer Farbe.
Und in der fünften Zeile wird bestimmt, wie viele Punkte es pro Stich gibt. Dabei gibt es die Möglichkeiten von 1 bis 4 und auch −2 Punkte pro Stich/Beute.

## Ablauf
Das Spiel lässt sich in mehrere Durchgänge aufteilen, die alle drei Phasen haben und in der zweiten Phase mehrere Runden haben.

### Vorbereitungen
Bevor das Spiel beginnt, wählt jeder eine Spielfarbe. Außerdem wird ein Spieler bestimmt, der der erste Geber ist.
Dann sollten je nach Anzahl der Spieler bestimmte Karten aussortiert werden:
- Bei 4 oder mehr Spielern werden keine Karten aussortiert. Somit bekommt jeder Spieler 15 – bei 4 Spielern – oder 12 – bei 5 Spielern – Karten.
- Bei 3 Spielern werden drei Siebenen pro Farbe aussortiert. Diese 12 Karten werden nicht mehr verwendet und jeder Spieler hat 16 Karten.
- Bei 2 Spielern werden alle überschüssigen Karten nach dem Austeilen zur Seite gelegt. Dabei bekommt jeder Spieler 15 Karten, womit 30 Karten übrig bleiben.

Nachdem die Karten aussortiert worden sind, werden diese vom Geber gemischt. Außer wenn zwei Spieler spielen: Da sollten die Karten vorher gemischt werden.
Diese gemischten und übrig gebliebenen Karten werden an die Spieler ausgeteilt, so dass jeder Spieler, je nach Anzahl der Spieler, ausreichend viele Karten hat. Daraufhin werden alle 20 Münzen an alle Spieler ausgeteilt. Übrig gebliebene Münzen werden auf die Startspieler auf dem Spielplan gelegt, die nicht vorhanden sind. Also z. B. der 4. und 5. Startspieler bei nur drei Spielern ({\displaystyle {\frac {20}{3}}=6\ Rest\ 2}). Wenn keine Münze übrig bleibt – zum Beispiel bei 4 Spielern – legt der Spieler rechts vom ersten Spieler seine Münze auf einen nicht vorhandenen Spieler.

### NJET-Phase
In der NJET-Phase versuchen die Spieler ihr Blatt möglichst gut verwenden zu können. Dabei werden im Uhrzeigersinn die Münzen auf den Spielplan gelegt. Die Felder, auf die die Münzen gelegt wurden, werden nicht verwendet. Wenn ein Spieler zum Beispiel seine Münze auf das Feld für keinen Trumpf legt, steht fest, dass ein Trumpf in dieser Runde drankommt. Somit ist es sinnvoll, die Münzen auf diejenigen Felder zu legen, die einem nichts oder wenig nützen. Hat man zum Beispiel keine Karten einer Farbe, ist es sinnvoll, seine Münze in der Trumpf- und/oder Supertrumpfzeile auf diese Farbe zu setzen.
Hierbei muss beachtet werden, dass in jeder Zeile ein Feld frei bleiben muss.
Nachdem 20 Felder abgedeckt worden sind, steht fest, wer das Stichspiel beginnt, wie viele Karten abgelegt werden müssen, welche Farbe Trumpf und Supertrumpf ist und wie viele Punkte dazugezählt werden pro Stich/Beute.

### Stichphase
Somit sind wir in der Stichphase angelangt. Jetzt werden die Karten abgelegt, die abgelegt werden sollen, und der Startspieler bestimmt, mit wem er in einem Team zusammenarbeitet. Dabei gibt es bei zwei Spielern einen Spieler pro Team, bei drei Spielern einmal zwei und einmal einen Spieler pro Team, bei vier Spielern gibt es zwei Spieler pro Team und bei fünf gibt es ein Team aus zwei und ein Team aus drei Spielern. Wenn die Teams nicht gleich groß sind, bekommt einer aus dem schwächeren Team das oben erwähnte „Kartenmonster“. Wer das bekommt, bestimmt auch der Startspieler.
Nachdem geklärt ist, wie die Teams aussehen, und eventuell das Kartenmonster vergeben ist, legt der Startspieler eine beliebige Karte.
Die nachfolgenden Spieler müssen ihre Karte nach folgenden Regeln ablegen:
- Die gespielte Karte im Stich muss bedient werden. Wenn man dabei einen Supertrumpf in der passenden Farbe hat, muss man diese nicht spielen.
- Wenn man nicht bedienen kann, kann eine beliebige andere Karte gespielt werden.
- Ist Trumpf oder Supertrumpf gespielt worden, so muss mit Trumpf und/oder Supertrumpf bedient werden. Das heißt, dass Trumpf mit Supertrumpf und umgekehrt bedient werden kann.

Nachdem alle eine Karte abgeworfen haben, muss bestimmt werden, wer den Stich bekommt:
- Derjenige, der seinen Supertrumpf zuletzt gelegt hat.
- Ansonsten derjenige, der den höchsten zuletzt gelegten Trumpf abgeworfen hat.
- Und ansonsten die höchste zuletzt gelegte Karte der gespielten Farbe.

Der gewonnene Stich wird dann einzeln verdeckt vor sich hingelegt, damit das Zählen der Stiche später einfacher ist.

#### Beute
Jede Null, die nicht aus dem eigenen Team stammt, ist sogenannte „Beute“. Diese zählt später wie ein zusätzlicher Stich und wird offen neben den Stich gelegt. Somit können bis zu drei Nullen gefangen werden. Nullen, die aus dem eigenen Team kommen, kommt keine besondere Bedeutung zu; ebenso wird in der Wertung kein Unterschied zwischen Supertrumpf und normaler Null gemacht.

### Wertung
Nachdem die fest definierte Anzahl an Runden erreicht worden ist, kommt es zur Wertung. Dabei gilt für:
- 2 oder 4 Spieler: 8 Runden
- 3 Spieler: 9 Runden
- 5 Spieler: 10 Runden

Dabei werden alle Stiche gezählt und die Anzahl der Beuten dazugezählt. Sofern man dann noch das Kartenmonster hat, wird diese Anzahl dann verdoppelt. Diese werden dann mit den anderen aus dem Team zusammengezählt und mit der Anzahl der Punkte pro Stich/Beute multipliziert.

### Neuer Durchgang
Damit jeder einmal „erster Spieler“ sein kann, empfiehlt es sich, so viele Durchgänge zu machen, dass sie ein Vielfaches der Spieler ergeben. Um dann einen neuen Durchgang zu starten, werden alle Münzen von den Spielplan genommen und der Nachbar im Uhrzeigersinn wird zum Geber. Dieser mischt die Karten wieder, es beginnt von neuem. Sofern man zu dritt spielt, sollten die aussortierten Karten nicht wieder hereingenommen werden, da sie doch wieder aussortiert würden.

## Varianten
Um die Isolation eines Spielers zu verhindern, ist es möglich, anfangs keinen Startspieler zu bestimmen. Sodass nur noch 16 Münzen ausgeteilt werden müssen.